# NGC 5331-1
NGC 5331-1 is een spiraalvormig sterrenstelsel in het sterrenbeeld Maagd. Het hemelobject ligt 437 miljoen lichtjaar van de Aarde verwijderd en werd op 13 mei 1793 ontdekt door de Duits-Britse astronoom William Herschel. NGC 5331-1 interageert met het nabijgelegen sterrenstelsel NGC 5331-2.

## Synoniemen
- UGC 8774
- MCG 0-35-22
- ZWG 17.82
- VV 253
- KCPG 401B
- PGC 49266